# Поляков, Виталий Константинович
Виталий Константинович Поляков (1923—2012) — советский военный лётчик. Участник Великой Отечественной войны. Герой Советского Союза (1943). Генерал-майор авиации (7.05.1980). 5 июля 1943 года в районе села Верхнесмородино Поныровского района Курской области на самолёте Як-1 тараном уничтожил немецкий бомбардировщик Хе-111.

## Биография
Виталий Константинович Поляков родился 11 апреля 1923 года в деревне Оборино Угличского уезда Ярославской губернии в крестьянской семье Константина Михайловича и Марии Леонтьевны Поляковых. Русский. В 1930 году семья Поляковых переехала в Москву. Здесь Виталий Контантинович в 1940 году окончил 9 классов средней школы № 554 и аэроклуб Осоавиахима Пролетарского района Москвы. В апреле 1941 года он окончил Серпуховскую объединенную авиационную школу пилотов и механиков и в звании сержанта направлен в 282-й истребительный авиационный полк 75-й смешанной авиационной дивизии ВВС Московского военного округа.
В первые дни Великой Отечественной войны дивизия, в которой служил сержант В. К. Поляков, была переброшена в Харьковский военный округ. До сентября 1941 года она находилась в резерве Ставки Верховного Главнокомандования. В сентябре 1941 года дивизия была включена в состав ВВС Юго-Западного фронта с базированием в Кременчуге, но вместо фронта Виталий Константинович был направлен в 8-й запасной истребительный авиационный полк. На аэродроме Багай-Барановка сержант В. К. Поляков прошёл переподготовку на истребителе Як-1. В июне 1942 года его направили в находившийся на переформировании в Приволжском военном округе 237-й истребительный авиационный полк. 28 августа 1942 года полк был включён в состав 220-й истребительной авиационной дивизии 8-й воздушной армии Сталинградского фронта с базированием на аэродроме Пичуга. 30 августа 1942 года, выполняя задание по сопровождению штурмовиков, в воздушном бою В. К. Поляков был тяжело ранен, но сумел посадить истребитель на свой аэродром. Шесть месяцев Виталий Константинович провёл в госпитале. В середине февраля 1943 года он вернулся в свою часть, которая ещё 3 февраля 1943 года была переименована в 54-й гвардейский истребительный авиационный полк в составе 1-й гвардейской истребительной авиационной дивизии 16-й воздушной армии Центрального фронта.
В марте-апреле 1943 года В. К. Поляков совершал боевые вылеты на сопровождение бомбардировщиков и штурмовиков, действовавших на орловском направлении, прикрывал боевые порядки своих наземных войск и коммуникаций от налетов вражеской авиации, вёл воздушную разведку. К лету 1943 года он прошёл переаттестацию и получил офицерское звание. Всего к середине июля гвардии младший лейтенант В. К. Поляков совершил 75 боевых вылетов, из которых 12 — на сопровождение, 37 — на разведку, 5 — на перехват бомбардировщиков противника, 21 — на патрулирование и «свободную охоту». В 23-х воздушных боях он лично сбил 4 самолёта противника (2 Ме-109, 1 ФВ-190 и 1 Хе-111). За добытые ценные разведданные был отмечен благодарностью командующего 16-й воздушной армией генерал-майора С. И. Руденко. Во время проведения разведки старший лётчик В. К. Поляков нередко производил штурмовки наземных целей, в результате которых было уничтожено 5 автомашин с вражеской пехотой и грузами, 3 автоцистерны и одно зенитное орудие.
5 июля 1943 года в первый день Курской Битвы 4 Як-1, в составе которых был и младший лейтенант В. К. Поляков, взлетели с аэродрома Фатеж на перехват следовавшей к Понырям группы из шести немецких бомбардировщиков Хе-111. В ходе завязавшегося в районе села Верхнесмородино воздушного боя 2 Як-1 вступили в бой с истребителями прикрытия противника, а В. К. Поляков в одиночку атаковал бомбардировщики. Очередью «Хейнкеля» на истребителе Полякова были пробиты бензобак и водный радиатор, а сам Виталий Константинович был ранен в правую руку. Тогда он направил горящий самолёт в хвост ведущего группы немецких бомбардировщиков. Ударом винта и правой плоскости машины он отрубил хвост Хе-111, после чего воспользовался парашютом и приземлился в расположении своих войск. Потеряв ведущего, оставшиеся немецкие бомбардировщики повернули обратно. За ходом воздушного боя с командного пункта наблюдал командующий фронтом генерал-полковник К. К. Рокоссовский. По его распоряжению командир 54-го гвардейского истребительного полка гвардии подполковник Е. П. Мельников представил гвардии младшего лейтенанта Полякова Виталия Константиновича к званию Героя Советского Союза. Указ Президиума Верховного Совета СССР был подписан 2 сентября 1943 года.
Осенью 1943 года полк, в котором служил гвардии младший лейтенант В. К. Поляков, участвовал в наступательных действиях Центрального фронта в ходе Битвы за Днепр (Черниговско-Припятская операция) и Белорусского фронта в ходе Гомельско-Речицкой операции. В январе 1944 года полк был выведен в резерв Ставки Верховного Главнокомандования, где находился до лета 1944 года. За этот период полк был перевооружён самолётами Р-39 «Аэрокобра», а лётный и технический состав прошёл переобучение на новой технике. В апреле 1944 года В. К. Поляков был произведён в лейтенанты и назначен на должность командира авиационного звена. С июня 1944 года и до конца войны 54-й гвардейский истребительный авиационный полк сражался на 1-м Белорусском фронте. В. К. Поляков участвовал во всех крупных операциях фронта (Белорусская стратегическая, Висло-Одерская, Восточно-Померанская и Берлинская операции). Всего за время войны он совершил 175 боевых вылетов. Боевой путь Виталий Константинович закончил под Берлином в звании гвардии старшего лейтенанта в должности заместителя командира авиационной эскадрильи. 24 июня 1945 года он участвовал в Параде Победы на Красной площади в Москве.
После войны В. К. Поляков продолжил службу в Военно-воздушных силах СССР в составе своего подразделения, вошедшего в Группу советских войск в Германии. В 1949 году капитан В. К. Поляков был направлен на учёбу в Военно-воздушную академию, которую с отличием окончил в 1954 году. После учёбы остался в академии на преподавательской работе. Служил преподавателем, старшим преподавателем, заместителем начальника факультета заочного обучения, начальником учебной части, начальником кафедры тактики истребительной авиации. Весомый вклад внёс Виталий Константинович и в развитие военной науки, опубликовав более 20 научных работ. В 1966 году он защитил кандидатскую диссертацию по теме «Боевые действия истребительной авиации по обеспечению родов и видов войск от противодействия авиации противника», а в 1968 году стал доцентом кафедры тактики истребительной авиации и ПВО. В 1980 году В. К. Полякову было присвоено звание генерал-майора авиации. В отставку Виталий Константинович вышел в 1983 году. До 1991 года работал старшим научным сотрудником в одном из военных институтов в Москве. Являлся председателем Совета ветеранов 16-й воздушной армии и заместителем председателя Объединенного совета ветеранов войны и военной службы ВВС. Умер 20 ноября 2012 года в городе Москве. Похоронен на Троекуровском кладбище.

## Награды
- Медаль «Золотая Звезда» (02.09.1943);
- орден Ленина (02.09.1943);
- орден Красного Знамени (30.04.1945);
- орден Отечественной войны 1-й степени (1985);
- орден Красной Звезды;
- орден За службу Родине в Вооружённых Силах СССР 3 степени;
- орден За заслуги 3-й степени (Украина) (07.05.2005)[8];
- медали, в том числе:

медаль «За оборону Сталинграда» (22.12.1942).

## Документы
- Общедоступный электронный банк документов «Подвиг Народа в Великой Отечественной войне 1941—1945 гг.» Дата обращения: 7 августа 2012. Архивировано из оригинала 13 марта 2012 года.

Представление к званию Героя Советского Союза. Дата обращения: 7 августа 2012. Архивировано 1 октября 2012 года.
Орден Красного Знамени (наградной лист и приказ о награждении). Дата обращения: 7 августа 2012. Архивировано 1 октября 2012 года.

## Видеомтериалы
- Иду на таран. Документальный фильм (расширенная версия). Телеканал «Россия». 2013 год.